# Axel Lindner

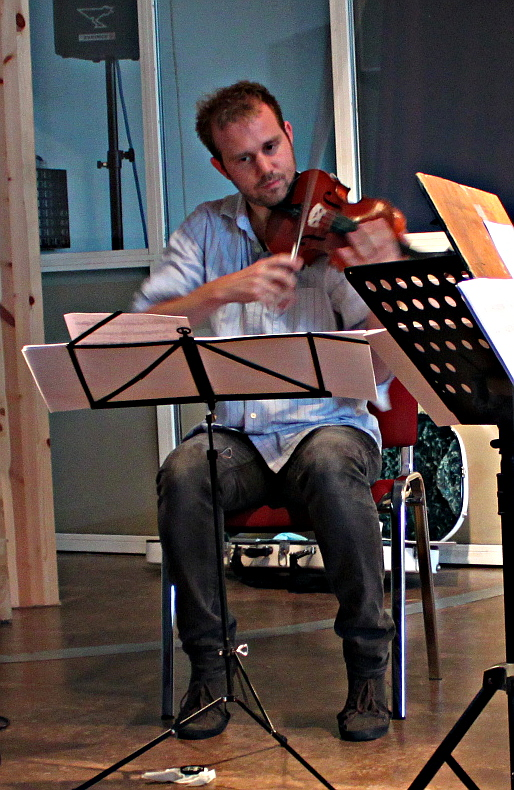
Axel Lindner, Loft (Köln), 2012

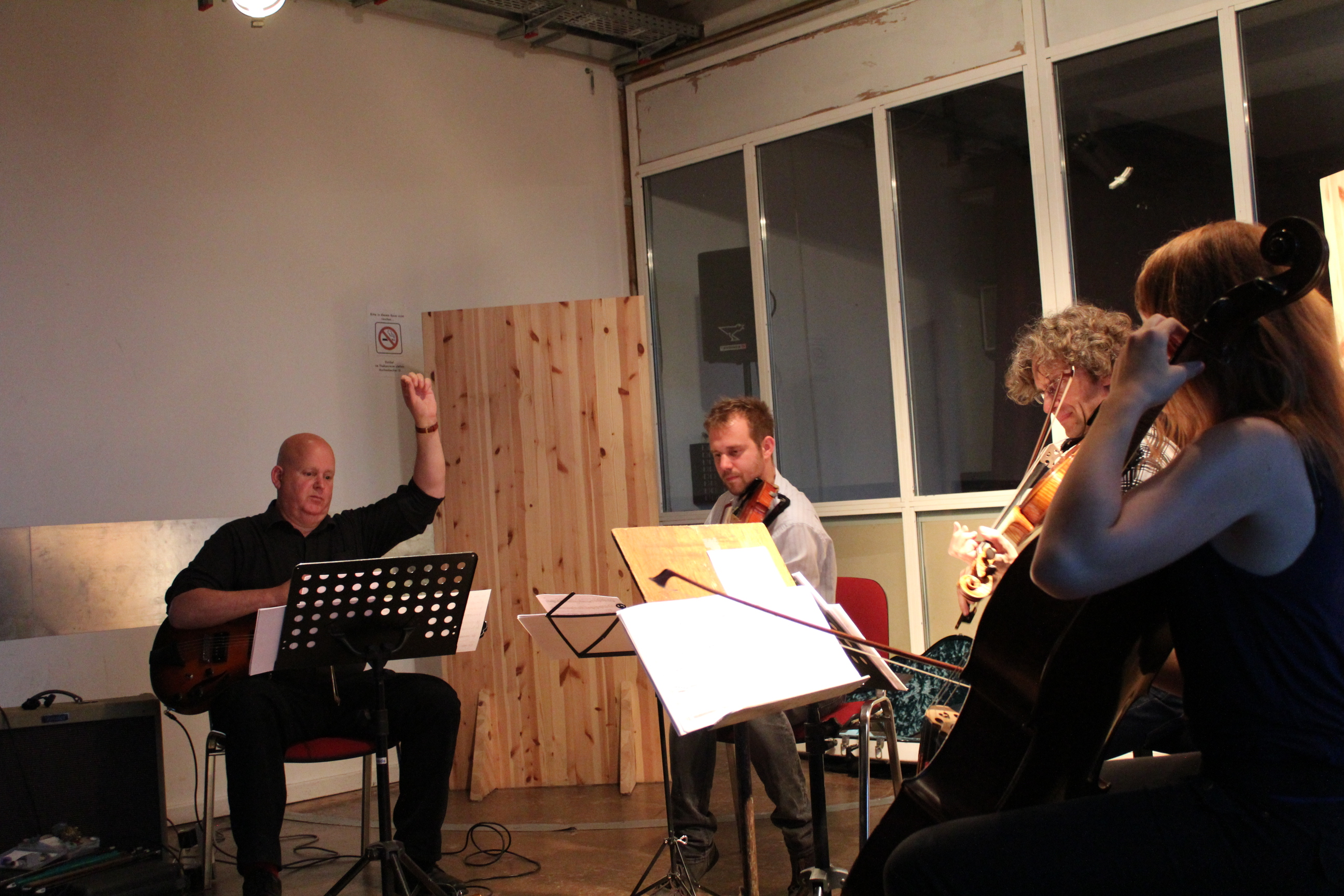
Das Scott Fields String Feartet mit Axel Lindner (zweiter v. links), Vincent Royer und Elisabeth Fügemann bei einem Konzert im Kölner Loft, Juli 2012

Axel Lindner (* 1980 in Mönchengladbach) ist ein deutscher Violinist im Bereich des Jazz, der Popmusik und der improvisierten Musik.

## Leben und Wirken
Lindner besuchte die Bischöfliche Marienschule in Mönchengladbach, absolvierte ein Musikstudium bei Michael Gustorff in Arnheim und anschließend an der Hochschule für Musik und Tanz Köln, das er 2010 abschloss. Seit 2006 arbeitet er in der Kölner Musikszene, ist Mitglied der Formationen Superstrings und Sunship String Quartet. Er spielte u. a. mit Jens Düppe, Frank Köllges, Roman Podeszwa, Maciej Śledziecki, Norbert Steins Pata-Ensemble, Hannah Köpf (Stories Untold, 2010), im Hot Club de Cologne und in verschiedenen Formationen des Gitarristen Scott Fields, so in dessen String Feartet, und im Multiple Joyce Orchestra. Lindner ist ferner als Theatermusiker u. a. im Schauspielhaus Bochum sowie bei der Jungen Kammeroper Köln sowie als Studiomusiker bei verschiedenen Film- und Fernsehproduktionen tätig.

## Diskographische Hinweise
- Scott Fields & Multiple Joyce Orchestra; Moersbow / Ozzo (Clean Feed Records, 2011)
- Scott Fields Ensemble: Frail Lumber (Not Two Records, 2011)
- Scott Fields Feartet: Haydn (between the lines, 2014), mit Elisabeth Fügemann
- Theresia Philipp: Pollon with Strings (Float 2020, mit David Helm, Thomas Sauerborn, Radek Stawarz, Elisabeth Coudoux)[4]